# Neue Wiener Musik-Zeitung
Neue Wiener Musik Zeitung war eine österreichische Zeitschrift, die zwischen 1852 und 1860 publiziert wurde. Die Musikzeitschrift erschien wöchentlich an jedem Donnerstag. Der Herausgeber war F. Glöggl und die Redaktion wurde durch die „Vereine theoretischer und praktischer Musiker“ gestellt. Erscheinungsort war Wien.